# Minas de Oro (ort)
Minas de Oro är en ort i Honduras.   Den ligger i departementet Departamento de Comayagua, i den centrala delen av landet, 80 km norr om huvudstaden Tegucigalpa. Minas de Oro ligger 1 004 meter över havet och antalet invånare är 3 554.
Terrängen runt Minas de Oro är huvudsakligen kuperad. Minas de Oro ligger uppe på en höjd. Runt Minas de Oro är det ganska glesbefolkat, med 34 invånare per kvadratkilometer. Minas de Oro är det största samhället i trakten.  